# Anne Lynch Botta
Anne Charlotte Lynch Botta (Bennington, 11 de novembro de 1815 - Nova Iorque, 23 de março de 1891) foi uma poeta, escritora, professora e socialite estadunidense cuja casa foi o local de encontro central da elite literária de sua época.
Anne Charlotte Botta morreu de pneumonia aos 75 anos. Está enterrada no Cemitério de Woodlawn em Nova Iorque.

## Obras
Anne Lynch Botta escreveu poesias, sonetos, artigos e críticas para diversas revistas. Publicou Poems (1849) e  Handbook of Universal Literature (1860).